# Топкаин
Топкаин (каз. Топқайың) — село в Катон-Карагайском районе Восточно-Казахстанской области Казахстана. Входит в состав Белкарагайского сельского округа. Код КАТО — 635447400.

## Население
В 1999 году население села составляло 911 человек (471 мужчина и 440 женщин). По данным переписи 2009 года, в селе проживало 756 человек (389 мужчин и 367 женщин).